# Niketas Scholaris
Niketas Scholaris (gr. Νικήτας Σχολάρης, zm. 3 czerwca 1361) – bizantyński arystokrata i wojskowy działający w cesarstwie Trapezuntu.
Pochodził z arystokratycznej rodzina z Trapezuntu. W 1340-1341 brał udział w wojnie domowej przeciw rządom Ireny Paleolog. Razem z Konstantyn Doranites i Jerzym Meizomatesem popierali Michała Wielkiego Komnena, a następnie jego syna Jana III Wielkiego Komnena. W cesarstwie Trapezuntu zajmował stanowisko megaduksa (od 1349 roku). Będąc u szczytu powodzenia poparł opozycję przeciwko cesarzowi Aleksemu III Komnenowi (1349-1390). Na przełomie 1354/1355 podjął bunt, który zakończył się jego uwięzieniem. Zmarł w więzieniu. 